# Grand-Boucan (Haití)
Grand-Boucan (en criollo haitiano Gran Boukan) es una comuna de Haití que está situada en el distrito de Baradères, del departamento de Nippes.

## Secciones
Está formado por las secciones de:
- Grand-Boucan (que abarca la villa de Grand-Boucan)
- Eaux Basses (que abarca el barrio de Eaux Basses)

## Demografía
| Gráfica de evolución demográfica de Grand-Boucan entre 2009 y 2015 |
|                                                                    |

Los datos demográficos contemplados en este gráfico de la comuna de Grand-Boucan son estimaciones que se han cogido de 2009 a 2015 de la página del Instituto Haitiano de Estadística e Informática (IHSI). 